# Dead of Summer
Dead of Summer – amerykański serial telewizyjny (dramat grozy, horror) wyprodukowany przez ABC Signature Studios oraz Kitsis-Horowitz, który został stworzony przez Adama Horowitza, Edwarda Kitsis i Iana Goldberga. Serial był emitowany od 28 czerwca do 30 sierpnia 2016 roku przez Freeform.
9 listopada 2016 roku stacja Freeform ogłosiła anulowanie serialu po jednym sezonie.

## Fabuła
Akcja serialu dzieje się pod koniec 80. lat XX wieku na obozie letnim w Stillwater. Początkowo wakacje są prawdziwym rajem, ale po jakimś czasie zaczynają zmieniać się w straszny koszmar, dziwne złe moce obozu zaczynają działać.

## Obsada

### Główna
- Elizabeth Mitchell jako Deborah „Deb” Carpenter[3]
- Elizabeth Lail jako Amy Hughes[3]
- Alberto Frezza jako Garrett „Townie” Sykes[4]
- Eli Goree jako Joel Goodson[4]
- Zelda Williams jako Drew Reeves[4]
- Mark Indelicato jako Blair Ramos[5]
- Ronen Rubinstein jako Alex Powell[5]
- Paulina Singer jako Jessica „Jessie/Braces” Tyler[5]
- Amber Coney jako Carolina „Cricket” Diaz[6]

### Drugoplanowa
- Zachary Gordon jako Jason „Blotter” Cohen[7]
- Charles Mesure jako szeryf Boyd Heelan[8]
- Andrew J. West jako Damon Crowley
- Tony Todd jako Holyoke

## Odcinki
| Sezon | Sezon | Odcinki | Oryginalna emisja | Oryginalna emisja | Oryginalna emisja | Oryginalna emisja |
| Sezon | Sezon | Odcinki | Premiera sezonu   | Finał sezonu      | Premiera sezonu   | Finał sezonu      |
| ----- | ----- | ------- | ----------------- | ----------------- | ----------------- | ----------------- |
|       | 1     | 10      | 28 czerwca 2016   | 30 sierpnia 2016  | brak danych       | brak danych       |

### Sezon 1 (2016)
| #  | Tytuł                          | Reżyseria      | Scenariusz                                 | Premiera Freeform | Premiera     |
| -- | ------------------------------ | -------------- | ------------------------------------------ | ----------------- | ------------ |
| 1  | Patience                       | Adam Horowitz  | Edward Kitsis, Adam Horowitz, Ian Goldberg | 28 czerwca 2016   | nieemitowany |
| 2  | Barney Rubble Eyes             | Ron Underwood  | Ian Goldberg                               | 5 lipca 2016      | nieemitowany |
| 3  | Mix Tape                       | Mick Garris    | Edward Kitsis, Adam Horowitz               | 12 lipca 2016     | nieemitowany |
| 4  | Modern Love                    | Tara Weyr      | Edward Kitsis, Adam Horowitz               | 19 lipca 2016     | nieemitowany |
| 5  | How to Stay Alive in the Woods | Norman Buckley | Erin Maher, Kay Reindl                     | 26 lipca 2016     | nieemitowany |
| 6  | The Dharma Burns               | Michael Shultz | Richard Hatem                              | 2 sierpnia 2016   | nieemitowany |
| 7  | Townie                         | Mairzee Almas  | Richard Hatem, Ian Goldberg                | 9 sierpnia 2016   | nieemitowany |
| 8  | The Devil Inside               | Mick Garris    | Steven Canals, Richard Naing               | 16 sierpnia 2016  | nieemitowany |
| 9  | Home Sweet Home                | Alrick Riley   | Ian Goldberg                               | 23 sierpnia 2016  | nieemitowany |
| 10 | She Talks to Angels            | Steve Miner    | Edward Kitsis, Adam Horowitz               | 30 sierpnia 2016  | nieemitowany |

## Produkcja
Dead of Summer został zamówiony 19 listopada 2015 roku przez stacja Freeform. W styczniu 2016 roku ogłoszono, że do serialu dołączyli:Mark Indelicato, Paulina Singer i Ronen Rubenstein. W lutym 2016 roku do obsady projektu dołączyli: Zelda Williams, Eli Goree i Alberto Frezza. W tym samym miesiącu do obsady dołączyli: Amber Coney, Elizabeth Mitchell oraz Elizabeth Lail. W marcu 2016 roku Zachary Gordon dołączył do serialu w roli powracającej jako Jason Cohen. W kwietniu 2016 roku Charles Mesure dołączył do projektu, wcieli się w szeryfa.